# 愛の賛歌 (ニールセン)

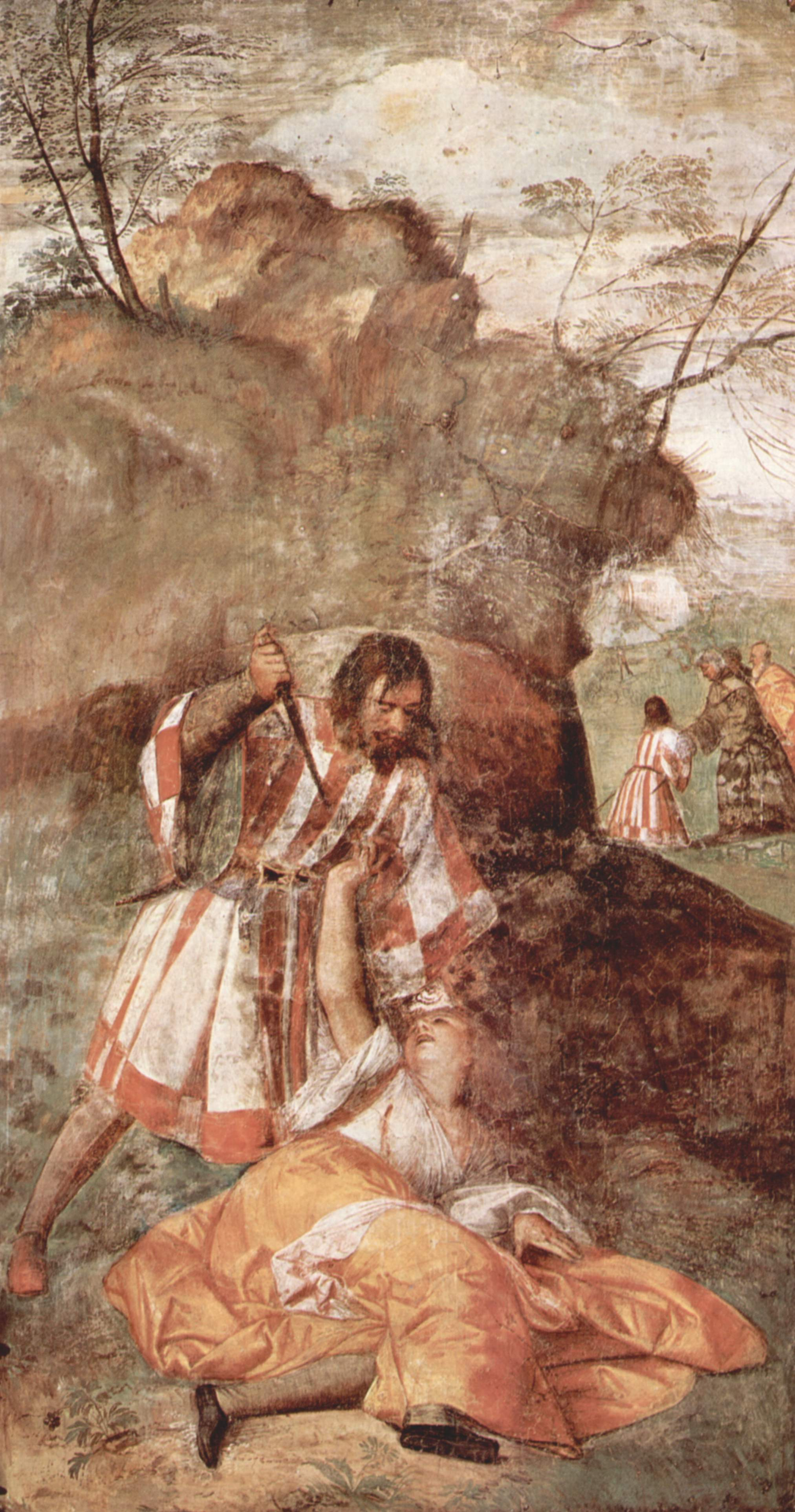
本作に霊感を与えたティツィアーノ・ヴェチェッリオの絵画『嫉妬深い夫の奇跡』。

『愛の賛歌』（ラテン語: Hymnus amoris） 作品12は、カール・ニールセンが作曲した合唱曲。独唱者、合唱と管弦楽のために書かれており、作曲者の初期合唱作品にあたる。初演は1897年4月27日に作曲者自身の指揮により、コペンハーゲンの音楽協会で行われた。

## 概要
ニールセンが本作作曲の着想を得たのは1891年のイタリアへの新婚旅行中であった。彼と妻のアネ・マリーイの2人はパドヴァでティツィアーノ・ヴェチェッリオの絵画『嫉妬深い夫の奇跡』を鑑賞して感銘を受けていた。ニールセンが総譜を完成すると、妻が表紙に絵を描き添えている。写譜のひとつに彼は次のように書いた。「私のマリーイへ！これら愛を賛美する音色は現実に比べれば何物でもない。しかしもし君が私への愛情を示し続けてくれるのなら、私は努力によりこの世で最も強い力をより高次に表現することを成し遂げてみせよう。さすれば人生と芸術に絶え間なく愛を希求し、我々2人は到着点へ向かって共に高く高く昇っていくことだろう。」
1897年2月、スウェーデンの作曲家ブロル・ベックマンへ宛てた書簡においてニールセンは次のように解説している。「私はこのアイデアを実に1、2年にわたって練っていましたが、音楽を書くのにこぎつけられたのは夏のことに過ぎませんでした。12月27日に曲は書き上がっており、3月23日と25日に音楽協会で演奏される予定です。おそらく私が自分で指揮をします。」
本作のテクストは当初、ニールセンの草稿を基に文学史家のアクセル・オルリックがデンマーク語で著したものだったが、後にヨハン・ルズヴィ・ヘイベアによりラテン語へ翻訳されている。ニールセンは総譜への注釈でラテン語を選択した理由を示している。「ラテン語は不朽であり、ヒトが愛のような普遍的な人間心理を表現すべく大きな多声的合唱を用いんとする、その抒情的であったり個人的である感情からその者を浮揚させるのだから、と言えば私がこの言語を選んだことに対する自己弁護になろうか。加えて、この言語はデンマーク語やドイツ語よりも歌いやすく、そして最後に - 最も重要な理由なのだが - ラテン語はテクストの反復に対する寛容性が高い。」

## 評価
1897年4月27日にコペンハーゲンの音楽協会で作曲者自身の指揮により行われた初演では、Tia Krëtma、Katie Adler、Viggo Bielefeldtが独唱を務めた。プログラムでは作品名はデンマーク語で『Hymne til Kjærligheden』（愛への賛歌）と紹介され、ラテン語の節はデンマーク語版に並ぶ形で掲載された。
評判は概して良いものであった。『Dannebrog』でナナ・リプマンは次のようにコメントしている。「昨日の晩に精力的で自信に満ちた指揮者として姿を見せた若く、才能あふれる作曲家が、この作品を通して大衆の評価のうちに数々の称号を打ち立てたことは明白である。ラテン語のテクストは短い言葉の中に幼年期、青年期、壮年期、老年期の愛の段階を表現して、最後は天国での称賛の賛歌として締めくくられる。ニールセン氏はそのテクストに美しく、自然で詩的な音楽を書いており、昨夜の演奏では直接訴えかける効果だけがあった。」
『Berlingske Tidende』のH.W. シュデは特にラテン語に関して次のように述べた。「学術的な学校からラテン語が廃されようという時に、デンマークの語の詩文をラテン語に翻訳して我らが若き作曲家と我らが音楽協会の若き淑女、紳士を鼓舞しなければならないというのは奇妙な発想であり、我々も当初はついていくのに苦労した。しかしこうした感想を急ぎ払いのけた我々は、この作曲家が手にしたテクストの内にある思想が魅力的であること、そして満足な才能に恵まれた作曲家に非常に似つかわしいものであることを見出した。小規模な器楽による開始部はしかと把握できなかった。我々には把握できるようなものが何もないように思われたが、最初の合唱によりたちまち注意を引き付けられ、次第に我々はラテン語はラテン語のままにしておき音楽だけに耳を傾けていった。これは曲が演奏される25分にわたり興味を減じさせず、むしろ増大させて維持した。ブラームスの箇所で既に我々には考えるべきことが多く与えられていたという事実にもかかわらずである。」
『Nationaltidende』のアングル・ハメレクはさらに感情的であった。「この新作の合唱作品において（中略）[ニールセンは]自身の目標についてずっと強い自信を持ち、強く前向きで、強く意識するようになった。そのため彼は芸術作品としてこれまでのものより遥かに高く位置付けられるべき楽曲を創作したのである。」『Politiken』紙のチャーレス・ケアウルフはラテン語に非常に批判的で、なぜニールセンが「自身の考えと見方が、死した言語の死に装束を纏うことを望んだ」のかと問うている。続けて「一体どうしてこの小さな純血デンマーク人のカール・ニールセンが、わずか数年前にはオーデンセの市場に軍楽隊として姿を現し、軍楽パレードでコルネットを吹くかトライアングルを叩くかしていた人物 - 一体どうして彼が愛の賛歌に曲を付けるにあたりラテン語に翻訳しようという気になる必要があったのか。それは彼の恵まれた、議論の余地のない才能によるものなどでは到底なかった。」

## 楽器編成
フルート2、ピッコロ、オーボエ2、コーラングレ、クラリネット（A）2、ファゴット2、ホルン（F）2、ホルン（E）2、トランペット（C）2、トランペット（E）2、テノールトロンボーン2、バストロンボーン2、テューバ、ティンパニ（A, E）、トライアングル、グロッケンシュピール、チューブラーベル、弦五部。

## 演奏時間
約25分。

## 楽曲構成
4つの部分に分かれている。4つの部分は続けて演奏される。
- 幼年期（Barndom）: 児童合唱; 母親たち
- 青年期（Ungdom）: テノール、ソプラノ、合唱
- 壮年期（Mandom）: 男声合唱; ソプラノ（不幸な女性）; 合唱
- 老年期（Alderdom）: 独唱、テノール、バリトン、バス（とても年老いた人々）; 合唱（天使たち）; 合唱とソプラノ、テノール独唱; 合唱（全員）